# القوات الجوية العثمانية
كانت القوات الجوية العثمانية (بالتركية: Osmanlı Hava Kuvvetleri)‏ التابعة للإمبراطورية العثمانية عبارة وحدات طيران عسكرية تابعة للجيش والبحرية العثمانيين. يعود تاريخ الطيران العسكري العثماني إلى يونيو 1909 أو يوليو 1911. يشار إلى التنظيم أحيانًا باسم أسراب الطيران العثمانية. وصل حجم الأسطول ذروته في ديسمبر 1916، حين امتلكت أسراب الطيران العثمانية 90 طائرة. أُعيد تنظيم أسراب الطيران تحت اسم هيئة التفتيش العامة التابعة للقوات الجوية في 29 يوليو 1918. خرج الطيران العسكري العثماني عن الخدمة فعليًا مع التوقيع على هدنة مودروس في 30 أكتوبر 1918. في وقت توقيع الهدنة، كان لدى الطيران العسكري العثماني قرابة 100 طيار؛ و17 شركة طيران أرضية (4 طائرات لكل منها)؛ و3 شركات للطائرات المائية (4 طائرات لكل منها)؛ بمجموع يبلغ 80 طائرة.

## تأسيس مدارس الطيران ووحدات الحرب
في 2 ديسمبر 1909، نفذ لويس بلايريو والطيار البلجيكي البارون بيير دي كاترز أول عرض طيران في الإمبراطورية العثمانية.
بعد التماس الأهمية المتزايدة لفرع الدعم الجوي للمعارك، قررت الحكومة العثمانية تنظيم برنامج الطيران العسكري الخاص بها. لهذا الغرض، أُرسل الضباط إلى أوروبا بحلول نهاية عام 1910 للتدريب على الطيران. لكن برنامج الطلاب أُلغي بسبب الضوائق المالية، وعاد المتدربون إلى الإمبراطورية العثمانية في ربيع عام 1911.
واصل وزير الحرب العثماني في ذلك الوقت، محمود شوكت باشا، تشجيع فكرة برنامج الطيران العسكري على الرغم أنه لم يتلق أية توجيهات حكومية لإنشاء قوة جوية. أُجري اختبار كتابي في 28 يونيو 1911، وفي 4 يوليو، اخُتير قائد الفرسان محمد فيسا (إيفرينسيف) والمهندس يوسف كنان. أُرسل محمد فيسا إلى فرنسا وأُرسل يوسف كنان إلى ألمانيا. ولكن بسبب أن المدرسة الألمانية أرادت رسومًا زائدة عن الحد، فقد التحق كلاهما بمدرسة بلايريو في إيتامبس بالقرب من باريس في يوليو 1911.
في أواخر عام 1911، كُلّف المقدم سيريا (إلمن) بتأسيس لجنة الطائرات مع أعضاء من هيئة تفتيش البنى الفنية والمحصنة. أُقيمت الأساسات لمدرسة الطائرات في يناير 1912 في يوشلكوي، غرب إسطنبول (وهو مطار أتاتورك الدولي اليوم).
في 21 فبراير 1912، أكمل محمد فيسا ويوسف كنان تدريبهما على الطيران في مدرسة بلايريو وعادا إلى الوطن بشهادتي المركزين 780 و797 من نادي الطيران الفرنسي. في ذات العام، أُرسل ثمانية ضباط عثمانيين آخرين إلى فرنسا للتدريب على الطيران. طار كل من فيسا بك ويوسف كنان بك فوق القسطنطينية في 27 أبريل 1912.
بدأت الإمبراطورية العثمانية في إعداد طياريها وطائراتها الأوائل، مع تأسيس مدرسة الطائرات في يوشلكوي (مطار إسطنبول أتاتورك الحالي في يوشلكوي) في 3 يوليو 1912، بدأت الإمبراطورية بتدريب ضباط الطيران الخاصين بها. أدى تأسيس مدرسة الطائرات إلى تسريع التقدم في برنامج الطيران العسكري، وزيادة عدد المجندين داخلها، ومنح الطيارين الجدد دورًا نشطًا في القوات العثمانية.

## الحرب الإيطالية التركية
في عام 1911، غزت المملكة الإيطالية ولاية طرابلس (ليبيا حاليًا) التابعة للإمبراطورية العثمانية، باستخدام الطائرات للقيام بمهام الاستطلاع والقصف لأول مرة في تاريخ الطيران (في 23 أكتوبر 1911، حلّق طيار إيطالي فوق خطوط الاستطلاع العثمانية؛ وفي اليوم التالي أسقطت المناطيد الإيطالية القنابل على أهداف أرضية، ويمثل كِلا الحدثين أول استخدام فعال للطائرات في القتال.)
فتحت القوات العثمانية النار على طائرة إيطالية في 15 ديسمبر 1911. كانت أول حالة وفاة في طائرة في زمن الحرب هي الملازم مانزيني، مباشرة بعد الإقلاع، في 25 أغسطس 1912 وأول طائرة استُولي عليها كانت للكابتن مويزوفي 10 سبتمبر 1912.
عندما غزت إيطاليا ولاية طرابلس، لم يكن الجيش العثماني مستعدًا لاستخدام طائراته الجديدة القليلة في المعارك. كان لدى العثمانيين عدد قليل جدًا من القوات في شمال إفريقيا الذين تصدوا للإيطاليين في الغالب بمساعدة ميليشيات عربية محلية منظمة (وجب عليهم مواجهة قوة هجومية برمائية إيطالية ضخمة مكونة من 150,000 جندي بنحو 20,000 بدوي و8000 تركي.) لم تسمح الحكومة البريطانية، التي كانت تسيطر عسكريًا على المقاطعات العثمانية بحكم القانون في مصر والسودان منذ الثورة العرابية عام 1882، للحكومة العثمانية بإرسال قوات إضافية إلى ليبيا عبر مصر. كانت هناك محاولات لشراء طائرات من فرنسا وإرسالها إلى ليبيا عبر الجزائر، لكن ذلك لم يتحقق.

## حروب البلقان
شهدت الطائرات العسكرية العثمانية أول مشاركة قتالية نشطة لها خلال حرب البلقان الأولى، ضد دول البلقان مثل الجبل الأسود وصربيا وبلغاريا واليونان. استُخدمت 17 طائرة عثمانية للاستطلاع، منذ سبتمبر 1912 وحتى أكتوبر 1913. خسر الطيران العسكري العثماني في البداية عددًا من الطائرات بسبب قلة التنظيم في المعركة. ومع ذلك، حسّن الطيارون مهاراتهم القتالية حين أصبحوا أكثر صلابة في خوض المعركة، وتقدم العديد من المجندين الجدد للانضمام إلى أسراب الطيران.
بكل الأحوال، فازت عصبة البلقان بالحرب. بعد فترة وجيزة، هاجمت بلغاريا اليونان وصربيا لإشعال حرب البلقان الثانية، وأعلنت الإمبراطورية العثمانية الحرب على بلغاريا، وبالتالي استعادت جزءًا من أراضيها المفقودة في تراقيا الشرقية، بما في ذلك المدينة الرئيسية في أدرنة.
بحلول نهاية حروب البلقان، كان الطيران العسكري العثماني الوليد قد مر بالفعل بثلاث حروب وانقلاب.
مع نهاية حروب البلقان، بدأت عملية تحديث واشتُريت طائرات جديدة. توقفت عملية التحديث فجأة مع اندلاع الحرب العالمية الأولى.

## الحرب العالمية الأولى

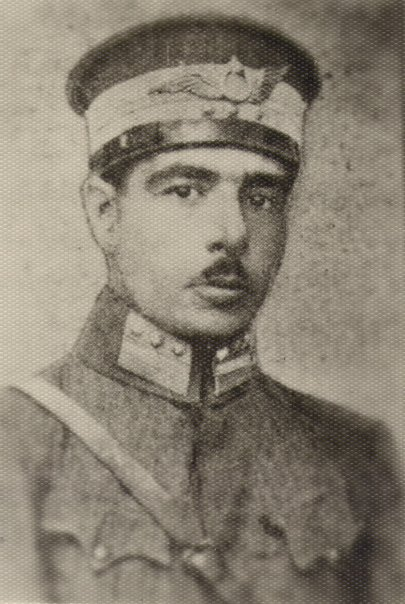
وجيهي هوركوش، من أوائل الأتراك ممن صمم وأنتج الطائرات في تركيا.

### الهيكل والتنظيم
بدأت أسراب الطيران العثمانية الحرب العالمية الأولى بموجب الأوامر المباشرة لمكتب القيادة العسكرية العليا. كانت وحدة صغيرة بسبب تكلفة الطائرات العالية. بقيت في موقعها طوال فترة الحرب، ولم تصبح فيلقًا منفصلًا مثل جيوش الحرب العالمية الأولى الأخرى. لكن بدلًا من ذلك، وُزّعت في مفارز صغيرة لجيش أو فيلق يوجه الاستخدام التكتيكي للطائرات. أبقت اللوجستيات البدائية هذه الوحدات صغيرة.
في تلك الأثناء، في يونيو 1914، أسست البحرية العثمانية مدرسة الطائرات البحرية في سان ستيفانو. في عام 1915، جاء بعض الضباط الألمان إلى الإمبراطورية العثمانية، مثل هانز يواخيم بيديكه، وذهب بعض الضباط العثمانيين إلى ألمانيا لتعلم الطيران. حقق بيديكه نفسه بعض النجاح في الطيران لحليفة ألمانيا العثمانية، إذ حقق أربعة انتصارات مؤكدة وسبعة انتصارات محتملة (منذ أواخر عام 1915 وحتى صيف عام 1916) أثناء الطيران لصالح أسراب الطيران العثمانية.

### العمليات
في أغسطس 1914، امتلك الطيران العسكري العثماني ثماني طائرات مخصصة للعمليات وأربع في مدرسة الطيران في سان ستيفانو؛ ومن بين ست طائرات عمليات، أُرسلت طائرتين إلى شرق الأناضول، مع الاحتفاظ بالطائرات الأخرى في مدرسة الطيران.
وصل الرائد إريك سيرنو في يناير 1915 برفقة طاقم مكون من اثني عشر شخصًا. كان إريك سيرنو هو الذي أقنع القيادة العسكرية العثمانية بإعطاء الطيارين زيًا مميزًا (هلال مجنح ونجم على قبعاتهم). أُرسل هؤلاء الرجال إلى مفارز عثمانية لسد النقص في الأفراد العثمانيين المدربين. زُوّد المزيد من أفراد الطاقم الجوي الألماني الآخرين في وقت لاحق. أصبحت الزيادة كبيرة للغاية لدرجة أن واحدة من المفارز السبع التي تشكلت بحلول نهاية عام 1915 كانت ألمانية بالكامل، على الرغم أنهم ارتدوا الزي العثماني. كان مجموع الأفراد العثمانيين في هذه المفارز السبع أحد عشر مراقبًا، وسبعة طيارين في الجيش، وثلاثة طيارين في البحرية، وثلاثة طيارين مدنيين.
كانت أهم عمليات طائرات المفارز العثمانية في عام 1915 هي الإشراف على هبوط كليبولي. نُفّذ ذلك بوساطة مفرزتين عُززتا لاحقًا. هاجمت الطائرات العثمانية من كليبولي أيضًا الأهداف والقواعد البحرية للحلفاء ولليونان في جميع أنحاء شمال بحر إيجة.